# Eulemur mongoz
Eulemur mongoz là một loài động vật có vú trong họ Lemuridae, bộ Linh trưởng. Loài này được Linnaeus mô tả năm 1766.

## Hình ảnh

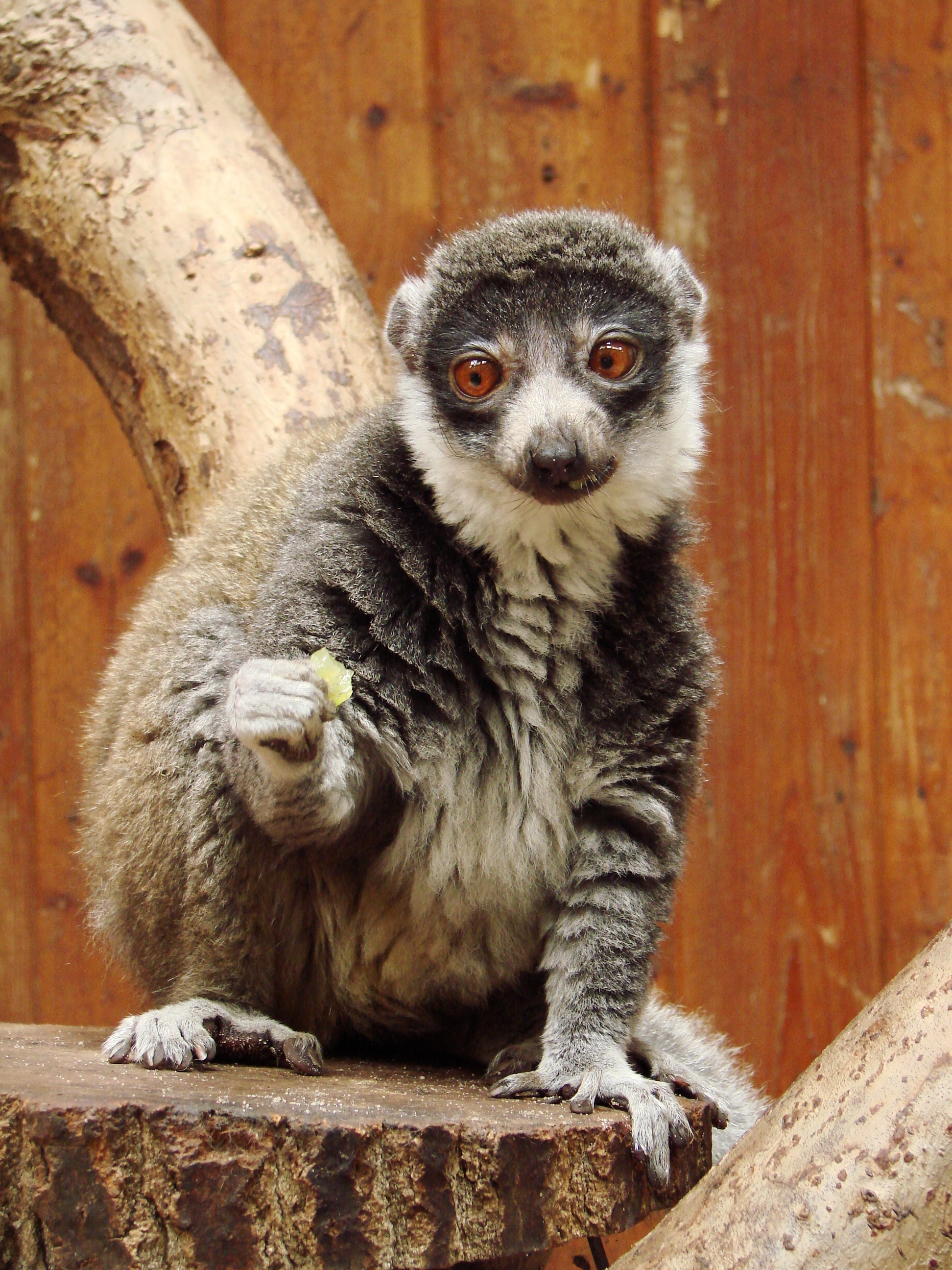
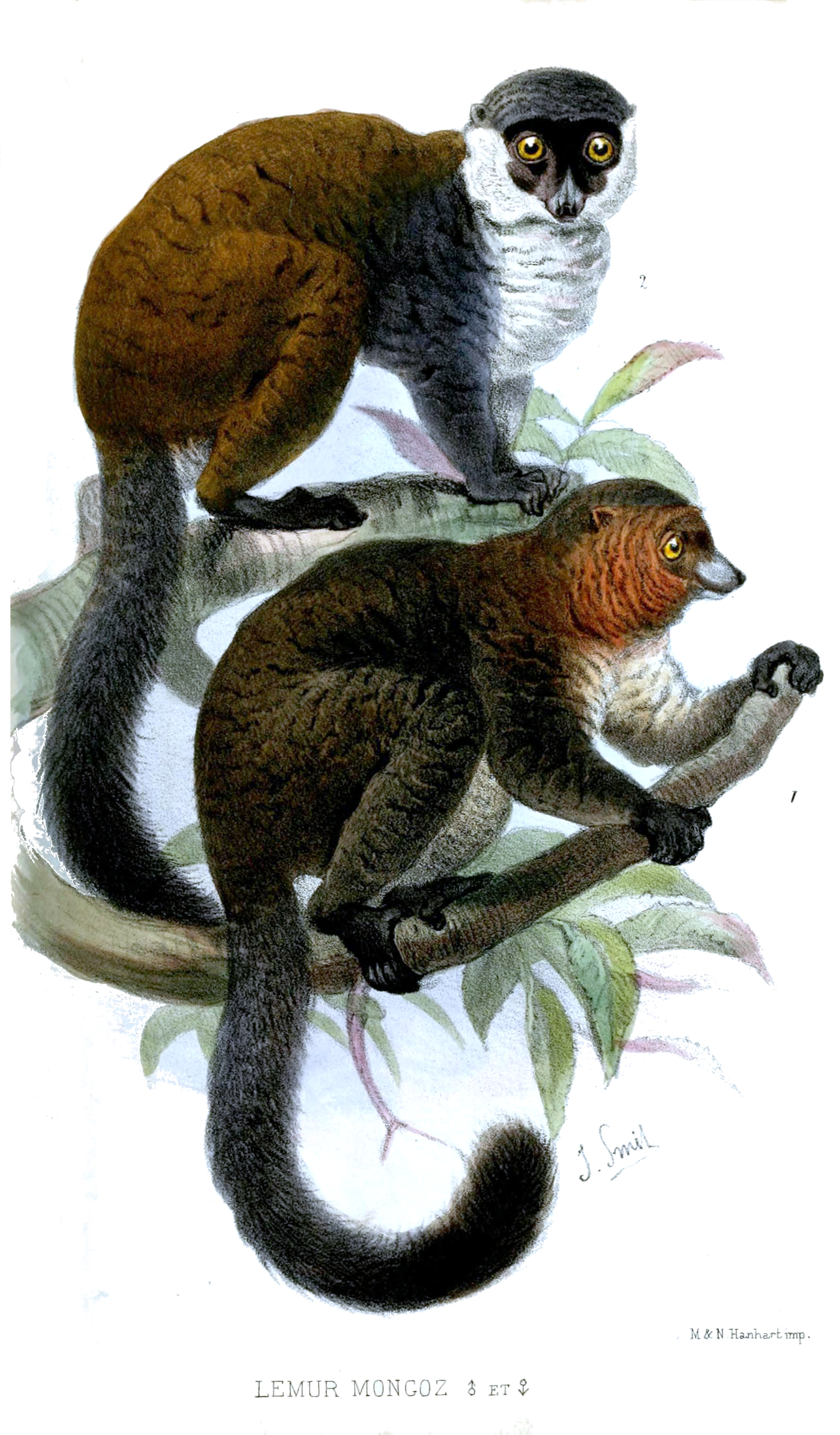
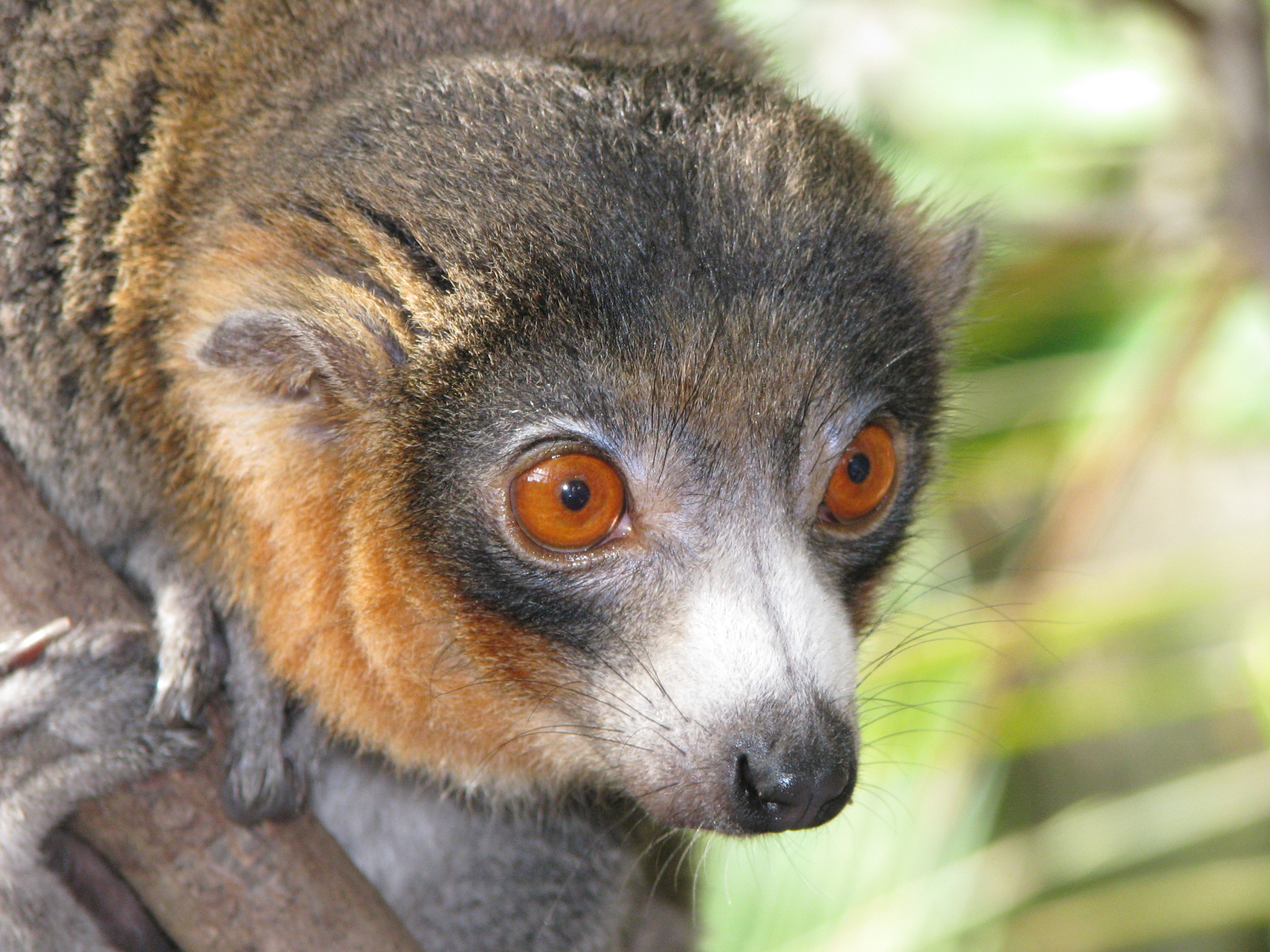
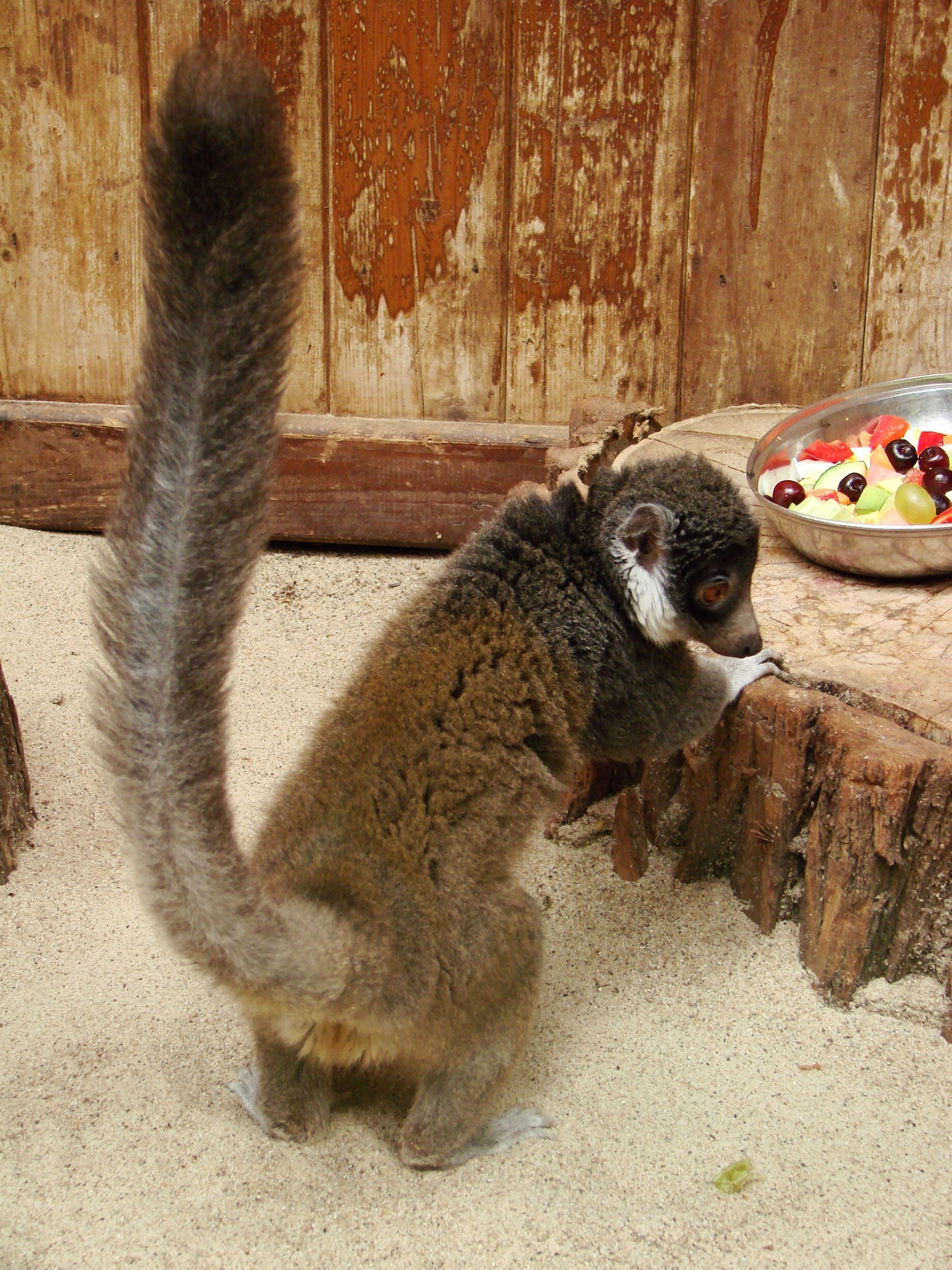